# Spézet
Spézet é uma comuna francesa na região administrativa da Bretanha, no departamento Finisterra. Estende-se por uma área de 59,94 km². Em 2010 a comuna tinha 1 827 habitantes (densidade: 30,5 hab./km²).